# BLUME
BLUME（ブルーメ）は、日本の音楽ユニットである。野口五郎プロデュースで2006年にデビュー。ユニット名の由来はドイツ語で「花」。

## メンバー
- 根本はるみ
- 網野泰寛

## ディスコグラフィー

### シングル
- I&I（2006年12月6日）